# Archivio Saccardo
L'Archivio Saccardo è conservato nelle strutture dell'Istituto Veneto di Scienze, Lettere ed Arti, presso Palazzo Loredan a Venezia.

## Storia archivistica
Alla morte di Saccardo l'archivio venne conservato per circa un secolo dagli eredi in villa Raspi di Chirignago.
Dopo la vendita della villa e la richiesta di accogliere l'archivio presso l'Istituto Veneto di Scienze, Lettere ed Arti, prontamente accettata dall'allora presidente Bruno Zanettin, nel 2002 Rosanna Saccardo deposita l'archivio presso l'Istituto Veneto.
Nel 2003 le carte sono state oggetto di catalogazione da parte dell'Istituto Veneto per ridare un ordine all'archivio, deprivato della sua interezza a causa dei numerosi spostamenti, precedenti alla donazione, e dall'alluvione del 1966.

## I documenti
L'archivio contiene 41 buste, 5 scatole, principalmente di corrispondenza personale, una cartella di disegni e una cassa di disegni e foto. Anche presente una grande quantità di documenti contenenti stime, collaudi, perizie, conti e altro materiale inerente al suo lavoro. Parte del fondo riguarda i restauri di San Marco tra il 1861 e il 1902.
Le 41 buste sono state numerate dalla 1 alla 41, mentre le altre carte sono rimaste nell'ordine con cui sono arrivate.